# 艾霍
艾霍（Aiho），是印度西孟加拉邦Maldah县的一个城镇。據2001年普查总人口為5407。

## 人口
该地2001年总人口5407人，其中男性2712人，女性2695人；0—6岁人口722人，其中男370人，女352人；识字率61.38%，其中男性为65.86%，女性为56.88%。